# ویتالی گوسف
ویتالی گوسف (استونیایی: Vitali Gussev؛ زادهٔ ۱۶ مارس ۱۹۸۳) بازیکن فوتبال اهل استونی است.
از باشگاه‌هایی که در آن بازی کرده‌است می‌توان به باشگاه فوتبال کاوناس، باشگاه فوتبال لوادیا تالین، باشگاه فوتبال تارتو تامکا، باشگاه فوتبال ناروا ترانس، باشگاه فوتبال آسترا جورجو، باشگاه فوتبال آتلانتاس، و باشگاه فوتبال تی‌وی‌ام‌کی اشاره کرد.
وی همچنین در تیم‌های ملی فوتبال زیر ۲۱ سال استونی و استونی بازی کرده‌است.